# Bang Si Thong
Bang Si Thong (tiếng Thái: บางสีทอง, phát âm [bāːŋ sǐː tʰɔ̄ːŋ]) là một trong chín phó huyện (tambon) của huyện Bang Kruai, thuộc tỉnh Nonthaburi, Thái Lan. Phó quận xung quanh (theo chiều kim đồng hồ) là Bang Krang, Bang Si Mueang, Bang Phai, Bang Kruai, Wat Chalo và Bang Khanun. Vào năm 2020 tổng dân số ở đây là 11.426 người.

## Phân cấp hành chính

### Hành chính trung tâm
Phó huyện được chia thành 5 làng (muban).
| No. | Tên                        | Tiếng Thái         |
| --- | -------------------------- | ------------------ |
| 01. | Ban Wat Sai                | บ้านวัดไทร           |
| 02. | Ban Wat Bang Oi Chang      | บ้านวัดบางอ้อยช้าง     |
| 03. | Ban Wat Daeng Pracha Rat   | บ้านวัดแดงประชาราษฎร์ |
| 04. | Ban Wat Ruak Bang Si Thong | บ้านวัดรวกบางสีทอง    |
| 05. | Ban Bang Si Thong          | บ้านบางสีทอง         |

### Hành chính địa phương
Toàn bộ khu vực phó huyện được bảo phủ bởi phó huyện thành phố Bang Si Thong (tiếng Thái: เทศบาลตำบลบางสีทอง).